# Меримак (окръг, Ню Хампшър)
Окръг Меримак (на английски: Merrimack County) е окръг в щата Ню Хампшър, Съединени американски щати. Площта му е 2476 km², а населението – 148 582 души (2016). Административен център е град Конкорд.